# 平松可奈子
平松可奈子（ひらまつ かなこ、1991年11月14日— ），是前日本女子偶像團體SKE48 Team S的成员，爱知县東海市出身，隸属於ピタゴラス·プロモーション事務所。

## 來歷
- 2008年7月31日 - SKE48第1期生選拔合格（報名總數2,670人、最终合格22人）。
- 最剛開始進入SKE48 Team S時，是以研究生的身分進入的。
- 2009年11月19日 - 隨著前成員鈴木きらら的卒業，從研究生升格成為正式成員。
- 2013年1月15日 - 在SKE48劇場舉行的Team KII公演中途，發表將從SKE48畢業。
- 2013年4月18日 - 在SKE48劇場畢業公演
- 2013年5月6日 - 在SKE48最終活動日 SKE48 11th單曲｢巧克力的奴隸｣(劇場盤)個別握手會

## 人物
- 以Hiramatikaru(ヒラマティカル)可奈子和幕末的可奈子為自稱。
- 為第4號SKE48二次元同好會的會員。
- 被同為SKE48的成員加藤るみ在部落格上稱為像是漫畫多啦A夢中的多啦美一樣的人。(ドラミちゃんみたいな可愛さを兼ね備えているのは、かなこさんしかいない)
- 網球方面很拿手。有出席全國大賽的經驗。
- 有哥哥和弟弟。
- 被說成「奶奶養大的孩子」。
- 特徵是像動畫一般的聲音。
- 在姊妹團體AKB48的成員中、最要好的成員是佐藤亞美菜。
- 與SKE48 Team S中小野晴香、高田志織、出口陽一起自稱為「S4」

## 参加的组合曲
1st Stage 「PARTY开始了」
1. 同班同學

※大矢真那的代役
2nd Stage「手牵手」
1. 巧克力的下落（チョコの行方）（1st UNIT）
2. 胸口的條碼（この胸のバーコード）（2nd UNIT）

3rd Stage「制服之芽」
1. 不只是回憶（思い出以上）

## 出演

### 綜藝節目
- AKBINGO!（2009年7月22日 - 8月12日・9月16日、日本テレビ）
- 週刊AKB（2009年8月28日・2010年1月15日 - 29日 、テレビ東京）
- SKE48学園（2009年10月3日 - 、エンタ!371）
- ぶっつけ!! 〜SKE48お笑いへの道〜（2010年6月11日 - 、東海テレビ）
- 夏だ!祭りだ!まるナツ2010（2010年7月12日・19日・26日、8月9日・16日・23日の全6回、東海テレビ）

### 广播
- SKE48 歡迎來到觀覧車!!（2009年・4月20日・7月27日・8月17日・9月21日・12月7日・28日・2010年1月25日、CBCラジオ）
- 神田朱未のわたしのすきなこと。（2010年4月18日 - 、FM AICHI）

### 演唱会
- 大概会出演唱会DVD、不过现场看机会有限！AKB48夏日祭！（2008年8月23日、日比谷野外大音楽堂）
- AKB48 难道说、这场演唱会的音源不会流出吗？（2008年11月23日、NHKホール）
- 「神公演予定」～因诸多因素、也有可能无法成为神公演、望体谅（2009年4月25日、NHKホール）
- 剧场外演唱会「初次的课外教学」（2009年5月24日、ボトムライン）
- 结成1周年纪念公演「夺取天下吧!」（2009年7月30日、CLUB DIAMOND HALL）
- AKB104选拔成员组阁祭（2009年8月22日·23日、日本武道館）
- 名古屋一揆（2009年12月25日、Zepp Nagoya）
- AKB48 リクエストアワーセットリストベスト100 2010 with アメーバピグ（2010年1月22日、SHIBUYA-AX）
- AKB48 満席祭り希望 賛否両論（2010年3月24日・25日、横滨体育馆）
- SKE48 傳說、開始了！（2010年4月29日、Zepp Nagoya）
- AKB48 AKB48演唱會 沒有驚喜（2010年7月10日・11日、代々木第一体育館）
- SKE48 重溫時間 最佳曲目30 2010 哪個是神曲?（2010年7月31日、名古屋センチュリーホール）

## 書籍

### 寫真集
- B.L.T.U-17 Vol.11 Sizzleful Girl 2009 Summer（2009年8月5日発売、東京ニュース通信社）